# Restaurar sistema
Restaurar sistema es un componente de Microsoft Windows que permite restaurar archivos de sistema, claves de registro, programas instalados, etc., a un punto anterior a un fallo. Su comando es rstrui.exe
Se incluye desde Windows Vista en adelante, excepto en las ediciones de servidor de Windows.

## Funcionamiento
Restaurar sistema es una herramienta implementada en Windows que permite devolver al ordenador a un estado anterior.
Recopila los archivos para quitarse y el estado que estaba el sistema y luego se ve un cargador que va devolviendo al equipo su estado anterior. Luego reinicia el sistema.
En Restaurar sistema, el usuario puede crear un punto de restauración manualmente, elegir un punto existente para restaurar el sistema o cambiar la configuración. Por otra parte, la restauración en sí puede deshacerse posteriormente. Los puntos de restauración antiguos se eliminan para evitar que se llene el disco duro. Restaurar sistema respalda archivos de sistema con ciertas extensiones (.dll, .exe, etc.), y los guarda para posterior restauración y uso. También respalda el registro y la mayoría de controladores.

### Windows Me
Recopila los archivos para quitarse y el estado que estaba el sistema y luego se ve un cargador que va devolviendo al equipo su estado anterior (en las PC que tienen Windows Me deben instalar la actualización de Restaurar sistema en la que pasado el mes septiembre de 2001, el cargador llegaba a la mitad y no llegaba a restaurar el equipo), luego reinicia el sistema.

### Windows XP
Recopila los archivos a quitar, intenta reiniciar el equipo y comienza el proceso de restauración en la que se divide en dos fases: restaurar los archivos necesarios y restaurar la configuración previa.